# Campionato del mondo rallycross 2022
La stagione 2022 del campionato del mondo rallycross è stata la nona edizione della manifestazione gestita dalla FIA. È iniziata il 2 luglio sul circuito del Höljesbanan a Torsby, in Svezia, e si è conclusa il 13 novembre sul tracciato del Nürburgring a Nürburg, in Germania.

## Riepilogo
Il campionato era costituito da undici eventi disputatisi in sette differenti nazioni, di cui sei svoltisi in concomitanza con gli appuntamenti dal campionato europeo.
A partire da questa stagione il campionato vide la presenza della nuova classe regina RX1e nella quale hanno gareggerato esclusivamente vetture a propulsione elettrica con potenza equivalente a 680 CV, e del monomarca cadetto RX2e, introdotto nella precedente stagione e a sua volta riguardante soltanto auto elettriche; la serie RX1e si componeva di 11 appuntamenti mentre la RX2e soltanto di cinque.
Il 30 ottobre lo svedese Johan Kristoffersson, su Volkswagen Polo RX1e, si è aggiudicato con due gare di anticipo il suo quinto titolo piloti, il terzo consecutivo, dopo quelli vinti nel 2017, nel 2018, nel 2020 e nel 2021; il titolo a squadre è stato invece vinto nell'ultima gara dalla scuderia svedese Kristoffersson Motorsport diretta dal padre di Johan, Tommy, il primo nella storia del team. L'alloro del monomarca cadetto RX2e è stato invece conquistato dal belga Viktor Vranckx.

## Calendario
Il calendario, nella sua versione definitiva, si componeva di undici appuntamenti da disputarsi in sette differenti nazioni e interamente in Europa.
| Calendario definitivo | Calendario definitivo | Calendario definitivo                   | Calendario definitivo            | Calendario definitivo                       | Calendario definitivo |
| Gara                  | Data                  | Evento                                  | Circuito                         | Località                                    | Categorie             |
| --------------------- | --------------------- | --------------------------------------- | -------------------------------- | ------------------------------------------- | --------------------- |
| 1                     | 2–3 luglio            | Cooper Tires Rallycross of Sweden       | Höljesbanan                      | Höljes, Torsby, contea di Värmland          | RX2e                  |
| 2                     | 13–14 agosto          | Ramudden World RX of Norway             | Lånkebanen                       | Hell, Stjørdal, Trøndelag                   | RX1e RX2e             |
| 3                     | 3 settembre           | Ferratum World RX of Rīga-Latvia 1      | Biķernieku Kompleksā Sporta Bāze | Riga                                        | RX1e                  |
| 4                     | 3–4 settembre         | Ferratum World RX of Rīga-Latvia 2      | Biķernieku Kompleksā Sporta Bāze | Riga                                        | RX1e RX2e             |
| 5                     | 17 settembre          | Lusorecursos World RX of Portugal 1     | Pista Automóvel de Montalegre    | Montalegre, Região Norte                    | RX1e                  |
| 6                     | 18 settembre          | Lusorecursos World RX of Portugal 2     | Pista Automóvel de Montalegre    | Montalegre, Região Norte                    | RX1e                  |
| 7                     | 8 ottobre             | Benelux World RX of Spa-Francorchamps 1 | Circuito di Spa-Francorchamps    | Francorchamps, Stavelot, provincia di Liegi | RX1e                  |
| 8                     | 8–9 ottobre           | Benelux World RX of Spa-Francorchamps 2 | Circuito di Spa-Francorchamps    | Francorchamps, Stavelot, provincia di Liegi | RX1e RX2e             |
| 9                     | 29 ottobre            | World RX of Barcelona-Catalunya 1       | Circuito di Catalogna            | Montmeló, Catalogna                         | RX1e                  |
| 10                    | 29–30 ottobre         | World RX of Barcelona-Catalunya 2       | Circuito di Catalogna            | Montmeló, Catalogna                         | RX1e RX2e             |
| 11                    | 12 novembre           | World RX of Germany                     | Nürburgring                      | Nürburg, Renania-Palatinato                 | RX1e                  |

| Eventi cancellati        | Eventi cancellati              | Eventi cancellati         | Eventi cancellati | Eventi cancellati                                                                                                 | Eventi cancellati |
| Evento                   | Circuito                       | Località                  | Data prevista     | note |                   |
| ------------------------ | ------------------------------ | ------------------------- | ----------------- | --- | ----------------- |
| Rallycross del Sudafrica | Killarney Motor Racing Complex | Killarney, Città del Capo | Non stabilita     | Appuntamento presente nel programma originario ma non confermato alla prima revisione del calendario (marzo 2022) |                   |

### Cambiamenti nel calendario rispetto alla stagione 2021
Nella sua prima versione, approvata il 15 dicembre 2021, il calendario prevedeva 12 appuntamenti, di cui dieci da disputarsi in Europa e due in Africa, con alcune novità rispetto alla stagione 2021 che fu condizionata dalla pandemia di COVID-19: 
- Il reinserimento dei Rallycross di Norvegia e del Rallycross del Sudafrica, entrambi con appuntamento doppio e presenti anche nel programma iniziale del 2021 ma cancellati durante l'anno a causa della pandemia; la data della gara del Sudafrica non era tuttavia stata ancora stabilita con certezza; il rallycross di Francia e quello di Barcellona non vennero invece confermato per la stagione 2022.
- Il rallycross del Benelux e quello del Portogallo vennero "raddoppiati", pertanto nei loro tracciati erano da svolgersi due gare valide per il mondiale, così come era già previsto in Norvegia, Sudafrica e Lettonia, mentre il rallycross di Germania si componeva quest'anno di una sola gara.

### Cambiamenti rispetto al calendario originario
Verso la fine di marzo del 2022 venne rivisto il calendario e pubblicato con alcune modifiche rispetto alla versione iniziale annunciata a metà dicembre 2021:
- Venne definitivamente escluso il rallycross del Sudafrica e lasciata in sospeso la gara che lo avrebbe dovuto sostituire.
- L'appuntamento norvegese venne reso singolo.

La versione definitiva del calendario venne annunciata a inizio luglio con alcuni ulteriori cambiamenti:
- Venne inserito nuovamente il rallycross di Barcellona, non previsto in origine, a sua volta contenente due gare valide per il mondiale e venne inoltre raddoppiato l'appuntamento tedesco e spostato in chiusura di campionato.
- A inizio novembre nel calendario ufficiale risultò che la gara finale in Germania divenne un appuntamento singolo.[2]

## Cambiamenti nel regolamento rispetto alla stagione 2021

### Regolamento tecnico
Già prima dell'inizio della stagione 2021 si era deciso che nel 2022 la massima categoria, sino ad allora chiamata RX1, sarebbe stata costituita esclusivamente vetture a propulsione elettrica. Le vetture della nuova classe RX1e saranno tutte equipaggiate dallo stesso powertrain sviluppato dall'azienda austriaca Kreisel Electric; esso si compone di due motori elettrici identici dislocati sugli assali anteriore e posteriore e alimentati da una batteria ricaricabile; la potenza dell'auto sarà di circa 500 kW, equivalenti a 680 CV, con una coppia di 880 N⋅m rilasciata pressoché istantaneamente.

### Regolamento sportivo
Rispetto alla precedente stagione, nel 2022 vennero apportate sostanziali modifiche nel regolamento sportivo, di seguito le principali:
- Ogni singola fase di gara si comporrà al massimo di cinque vetture (anziché sei) che si confronteranno su cinque giri (non più sei).
- Venne totalmente rivisto il sistema di punteggio, assegnando i punti non più nelle differenti fasi dell'appuntamento (qualificazioni, semifinali e finale) ma soltanto al termine del week-end ai primi quindici classificati nel seguente modo: 20-16-13-12-11-10-9-8-7-6-5-4-3-2-1.
- La fase di qualificazione si compone di tre batterie (non più quattro come in passato), e soltanto due negli appuntamenti che ospitano due gare. Il risultato di ogni batteria deciderà inoltre la griglia di partenza per la successiva (la prima verrà decisa come di consueto mediante sorteggio). Per ogni singola batteria varrà sempre il tempo totalizzato nella rispettiva gara e al termine delle tre batterie verrà stilata come di consueto la graduatoria intermedia come nelle passate stagioni. Per decidere la griglia di partenza della prima batteria verrà effettuata la Superpole, ovvero un unico giro cronometrato con partenza da fermo.
- Al termine delle qualificazioni tutti i piloti si affronteranno nelle Progression Race (novità del 2022), per le quali le posizioni di partenza verranno scelte dai piloti in base alla graduatoria intermedia scaturita dalla fase precedente.
- Le fasi successive saranno le Semifinali e la Finale; alle semifinali verranno promossi un certo numero di piloti a seconda del numero di iscritti all'evento seguendo la seguente regola[11]:
  - Sino a 15 partecipanti: i migliori dieci scaturiti dalle Progression Races si affronteranno in due semifinali, dalle quali i primi due classificati e il miglior terzo accederanno alla finale.
  - Da 16 partecipanti in su: i migliori quindici scaturiti dalle Progression Races si affronteranno in tre semifinali, dalle quali soltanto i tre vincitori e i migliori due secondi classificati accederanno alla finale.

## Squadre e piloti

### Classe RX1e
| Squadre iscritte ufficialmente al campionato              | Squadre iscritte ufficialmente al campionato | Squadre iscritte ufficialmente al campionato | Squadre iscritte ufficialmente al campionato | Squadre iscritte ufficialmente al campionato | Squadre iscritte ufficialmente al campionato | Squadre iscritte ufficialmente al campionato |
| Costruttore                                               | Vettura                                      | Squadra                                      | Pneumatici                                   | Nº                                           | Pilota                                       | Gare                                         |
| --------------------------------------------------------- | -------------------------------------------- | -------------------------------------------- | -------------------------------------------- | -------------------------------------------- | -------------------------------------------- | -------------------------------------------- |
| Peugeot                                                   | Peugeot 208 RX1e                             | Hansen World RX Team                         | C                                            | 21                                           | Timmy Hansen                                 | 2–11                                         |
| Peugeot                                                   | Peugeot 208 RX1e                             | Hansen World RX Team                         | C                                            | 71                                           | Kevin Hansen                                 | 2–11                                         |
| PWR Racing                                                | PWR RX1e                                     | Construction Equipment Dealer Team           | C                                            | 12                                           | Klara Andersson                              | 2–11                                         |
| PWR Racing                                                | PWR RX1e                                     | Construction Equipment Dealer Team           | C                                            | 68                                           | Niclas Grönholm                              | 2–11                                         |
| Volkswagen                                                | Volkswagen RX1e                              | Kristoffersson Motorsport                    | C                                            | 1                                            | Johan Kristoffersson                         | 2–11                                         |
| Volkswagen                                                | Volkswagen RX1e                              | Kristoffersson Motorsport                    | C                                            | 52                                           | Ole Christian Veiby                          | 2–11                                         |
| Ulteriori iscritti non registrati al campionato a squadre |                                              |                                              |                                              |                                              |                                              |                                              |
| Lancia                                                    | Lancia Delta-Evo-e RX                        | Guerlain Chicherit                           | C                                            | 36                                           | Guerlain Chicherit                           | 11                                           |
| SEAT                                                      | SEAT Ibiza RX1e                              | ALL-INKL.COM Münnich Motorsport              | C                                            | 77                                           | René Münnich                                 | 2–10                                         |
| SEAT                                                      | SEAT Ibiza RX1e                              | ALL-INKL.COM Münnich Motorsport              | C                                            | 92                                           | Anton Marklund                               | 11                                           |
| Volkswagen                                                | Volkswagen RX1e                              | Gustav Bergström                             | C                                            | 17                                           | Gustav Bergström                             | 2–11                                         |
| Fonti:                                                    |                                              |                                              |                                              |                                              |                                              |                                              |

Legenda: 
Nº = Numero di gara.

### Classe RX2e
| Costruttore      | Vettura | Squadra                   | Pneumatici | Nº | Pilota               | Gare          |
| ---------------- | ------- | ------------------------- | ---------- | -- | -------------------- | ------------- |
| Olsbergs MSE/QEV | RX2e    | Patrick O'Donovan         | C          | 00 | Patrick O'Donovan    | 1–2, 4, 8, 10 |
| Olsbergs MSE/QEV | RX2e    | Catie Munnings            | C          | 2  | Catie Munnings       | 1             |
| Olsbergs MSE/QEV | RX2e    | QEV Motorsport            | C          | 5  | Pablo Suárez         | 1–2, 4, 8, 10 |
| Olsbergs MSE/QEV | RX2e    | QEV Motorsport            | C          | 28 | Filip Thorén         | 1, 4, 8       |
| Olsbergs MSE/QEV | RX2e    | QEV Motorsport            | C          | 34 | Lance Woolridge      | 2             |
| Olsbergs MSE/QEV | RX2e    | QEV Motorsport            | C          | 26 | Roberts Vitols       | 4             |
| Olsbergs MSE/QEV | RX2e    | QEV Motorsport            | C          | 7  | Carlos Checa Carrera | 10            |
| Olsbergs MSE/QEV | RX2e    | QEV Motorsport            | C          | 23 | Nick Heidfeld        | 10            |
| Olsbergs MSE/QEV | RX2e    | Bert Vranckx              | C          | 13 | Viktor Vranckx       | 1–2, 4, 8, 10 |
| Olsbergs MSE/QEV | RX2e    | Kristoffersson Motorsport | C          | 14 | Nils Andersson       | 1–2, 4, 8, 10 |
| Olsbergs MSE/QEV | RX2e    | Acciona Sainz XE Team     | C          | 44 | Laia Sanz            | 1–2, 10       |
| Olsbergs MSE/QEV | RX2e    | Mark Flaherty             | C          | 77 | Mark Flaherty        | 1–2           |
| Olsbergs MSE/QEV | RX2e    | Hedströms Motorsport      | C          | 82 | Isak Sjökvist        | 1–2, 4, 8, 10 |
| Olsbergs MSE/QEV | RX2e    | ACA Esport                | C          | 9  | Raul Ferre           | 1–2, 4, 8, 10 |
| Olsbergs MSE/QEV | RX2e    | Aksel Lund Svindal        | C          | 9  | Aksel Lund Svindal   | 2             |
| Olsbergs MSE/QEV | RX2e    | Escuderia Mollerussa      | C          | 12 | Pepe Arque           | 10            |
| Fonti:           |         |                           |            |    |                      |               |

Legenda: 
Nº = Numero di gara.

## Risultati e statistiche
| Gara | Nome gara                                                         | Vincitori | Vincitori | Vincitori            | Vincitori                                     | Vincitori       | Statistiche  |  |
| Gara | Nome gara                                                         | Categoria | Nº        | Pilota               | Squadra e vettura                             | Tempo in finale | Partecipanti |  |
| ---- | ----------------------------------------------------------------- | --------- | --------- | -------------------- | --------------------------------------------- | --------------- | ------------ |  |
| 1    | Cooper Tires Rallycross of Sweden (2–3 luglio) — Resoconto        | RX2e      | 13        | Viktor Vranckx       | Bert Vranckx (RX2e)                           | 3'54"457        | 10           |  |
|      |                                                                   |           |           |                      |                                               |                 |              |  |
| 2    | Ramudden World RX of Norway (13–14 luglio) — Resoconto            | RX1e      | 1         | Johan Kristoffersson | Kristoffersson Motorsport (Volkswagen RX1e)   | 3'17"885        | 8            |  |
| 2    | Ramudden World RX of Norway (13–14 luglio) — Resoconto            | RX2e      | 13        | Viktor Vranckx       | Bert Vranckx (RX2e)                           | 3'26"680        | 10           |  |
|      |                                                                   |           |           |                      |                                               |                 |              |  |
| 3    | Ferratum World RX of Rīga-Latvia 1 (3–4 settembre) — Resoconto    | RX1e      | 1         | Johan Kristoffersson | Kristoffersson Motorsport (Volkswagen RX1e)   | 4'10"054        | 8            |  |
| 3    | Ferratum World RX of Rīga-Latvia 1 (3–4 settembre) — Resoconto    | RX2e      | 00        | Patrick O'Donovan    | Patrick O'Donovan (RX2e)                      | 4'36"987        | 8            |  |
|      |                                                                   |           |           |                      |                                               |                 |              |  |
| 4    | Ferratum World RX of Rīga-Latvia 2 (3 settembre) — Resoconto      | RX1e      | 1         | Johan Kristoffersson | Kristoffersson Motorsport (Volkswagen RX1e)   | 4'19"030        | 8            |  |
|      |                                                                   |           |           |                      |                                               |                 |              |  |
| 5    | Lusorecursos World RX of Portugal 1 (17 settembre) — Resoconto    | RX1e      | 1         | Johan Kristoffersson | Kristoffersson Motorsport (Volkswagen RX1e)   | 3'34"313        | 8            |  |
|      |                                                                   |           |           |                      |                                               |                 |              |  |
| 6    | Lusorecursos World RX of Portugal 2 (18 settembre) — Resoconto    | RX1e      | 68        | Niclas Grönholm      | Construction Equipment Dealer Team (PWR RX1e) | 3'37"355        | 8            |  |
|      |                                                                   |           |           |                      |                                               |                 |              |  |
| 7    | Benelux World RX of Spa-Francorchamps 1 (8 ottobre) — Resoconto   | RX1e      | 1         | Johan Kristoffersson | Kristoffersson Motorsport (Volkswagen RX1e)   | 2'45"670        | 8            |  |
|      |                                                                   |           |           |                      |                                               |                 |              |  |
| 8    | Benelux World RX of Spa-Francorchamps 2 (8–9 ottobre) — Resoconto | RX1e      | 1         | Johan Kristoffersson | Kristoffersson Motorsport (Volkswagen RX1e)   | 2'46"354        | 8            |  |
| 8    | Benelux World RX of Spa-Francorchamps 2 (8–9 ottobre) — Resoconto | RX2e      | 00        | Patrick O'Donovan    | Patrick O'Donovan (RX2e)                      | 2'55"432        | 7            |  |
|      |                                                                   |           |           |                      |                                               |                 |              |  |
| 9    | World RX of Barcelona-Catalunya 1 (29 ottobre) — Resoconto        | RX1e      | 21        | Timmy Hansen         | Hansen World RX Team (Peugeot 208 RX1e)       | 4'10"163        | 8            |  |
|      |                                                                   |           |           |                      |                                               |                 |              |  |
| 10   | World RX of Barcelona-Catalunya 2 (29–30 ottobre) — Resoconto     | RX1e      | 1         | Johan Kristoffersson | Kristoffersson Motorsport (Volkswagen RX1e)   | 3'55"209        | 8            |  |
| 10   | World RX of Barcelona-Catalunya 2 (29–30 ottobre) — Resoconto     | RX2e      | 82        | Isak Sjökvist        | Hedströms Motorsport (RX2e)                   | 4'10"238        | 10           |  |
|      |                                                                   |           |           |                      |                                               |                 |              |  |
| 11   | World RX of Germany (12–13 novembre) — Resoconto                  | RX1e      | 1         | Johan Kristoffersson | Kristoffersson Motorsport (Volkswagen RX1e)   | 2'46"942        | 9            |  |

Legenda: 
Nº = Numero di gara.

## Classifiche

### Punteggio
| Posizione finale | 1ª | 2ª | 3ª | 4ª | 5ª | 6ª | 7ª | 8ª | 9ª | 10ª | 11ª | 12ª | 13ª | 14ª | 15ª |
| Punti            | 20 | 16 | 13 | 12 | 11 | 10 | 9  | 8  | 7  | 6   | 5   | 4   | 3   | 2   | 1   |

### RX1e

#### Classifica piloti
| Pos. | Pilota               | NOR | LET | LET | POR | POR | BEN | BEN | CAT | CAT | GER | Punti |
| ---- | -------------------- | --- | --- | --- | --- | --- | --- | --- | --- | --- | --- | ----- |
| 1    | Johan Kristoffersson | 1   | 1   | 1   | 1   | 5   | 1   | 1   | 5   | 1   | 1   | 182   |
| 2    | Timmy Hansen         | 2   | 3   | 4   | 3   | 4   | 4   | 7   | 1   | 2   | 3   | 136   |
| 3    | Niclas Grönholm      | 5   | 7   | 5   | 7   | 1   | 5   | 2   | 2   | 5   | 2   | 130   |
| 4    | Ole Christian Veiby  | 3   | 4   | 3   | 2   | 2   | 8   | 5   | 6   | 3   | 4   | 124   |
| 5    | Kevin Hansen         | 7   | 2   | 2   | 4   | 7   | 2   | 4   | 4   | 6   | 5   | 123   |
| 6    | Gustav Bergström     | 6   | 5   | 6   | 5   | 8   | 3   | 3   | 3   | 7   | 7   | 107   |
| 7    | Klara Andersson      | 4   | 8   | 7   | 6   | 3   | 7   | 6   | 7   | 4   | 6   | 102   |
| 8    | René Münnich         | 8   | 6   | 8   | 8   | 6   | 6   | 8   | 8   | 8   |     | 78    |
| 9    | Anton Marklund       |     |     |     |     |     |     |     |     |     | 8   | 8     |
| 10   | Guerlain Chicherit   |     |     |     |     |     |     |     |     |     | 9   | 7     |
| Pos. | Pilota               | NOR | LET | LET | POR | POR | BEN | BEN | CAT | CAT | GER | Punti |

| Colore  | Risultato                |
| ------- | ------------------------ |
| Oro     | Vincitore                |
| Argento | 2º posto                 |
| Bronzo  | 3º posto                 |
| Verde   | Finito a punti           |
| Blu     | Finito senza punti       |
| Blu     | Non classificato (NC)    |
| Viola   | Ritirato (Rit)           |
| Nero    | Squalificato (SQ)        |
| Nero    | Escluso (ES)             |
| Bianco  | Non ha gareggiato        |
| Bianco  | Iscrizione ritirata (WD) |
| Bianco  | Non partito (NP)         |
| Bianco  | Gara cancellata (C)      |

#### Classifica squadre
La classifica a squadre si componeva della somma dei punti ottenuti nella graduatoria piloti in ogni appuntamento del mondiale dai singoli componenti ogni scuderia. Eventuali concorrenti non iscritti al campionato a squadre, pur non potendo marcare punti per lo stesso, non erano comunque "trasparenti" nell'assegnazione del punteggio per chi vi partecipava.
| Pos. | Squadra                            | Nº | Pilota         | NOR | LET | LET | POR | POR | BEN | BEN | CAT | CAT | GER | Punti |
| ---- | ---------------------------------- | -- | -------------- | --- | --- | --- | --- | --- | --- | --- | --- | --- | --- | ----- |
| 1    | Kristoffersson Motorsport          | 1  | Kristoffersson | 1   | 1   | 1   | 1   | 5   | 1   | 1   | 5   | 1   | 1   | 306   |
| 1    | Kristoffersson Motorsport          | 52 | Veiby          | 3   | 4   | 3   | 2   | 2   | 8   | 5   | 6   | 3   | 4   | 306   |
| 2    | Hansen World RX Team               | 21 | T. Hansen      | 2   | 3   | 4   | 3   | 4   | 4   | 7   | 1   | 2   | 3   | 259   |
| 2    | Hansen World RX Team               | 71 | K. Hansen      | 7   | 2   | 2   | 4   | 7   | 2   | 4   | 4   | 6   | 5   | 259   |
| 3    | Construction Equipment Dealer Team | 12 | Andersson      | 4   | 8   | 7   | 6   | 3   | 7   | 6   | 7   | 4   | 6   | 232   |
| 3    | Construction Equipment Dealer Team | 68 | Grönholm       | 5   | 7   | 5   | 7   | 1   | 5   | 2   | 2   | 5   | 2   | 232   |
| Pos. | Squadra                            | Nº | Pilota         | NOR | LET | LET | POR | POR | BEN | BEN | CAT | CAT | GER | Punti |

| Colore  | Risultato                |
| ------- | ------------------------ |
| Oro     | Vincitore                |
| Argento | 2º posto                 |
| Bronzo  | 3º posto                 |
| Verde   | Finito a punti           |
| Blu     | Finito senza punti       |
| Blu     | Non classificato (NC)    |
| Viola   | Ritirato (Rit)           |
| Nero    | Squalificato (SQ)        |
| Nero    | Escluso (ES)             |
| Bianco  | Non ha gareggiato        |
| Bianco  | Iscrizione ritirata (WD) |
| Bianco  | Non partito (NP)         |
| Bianco  | Gara cancellata (C)      |

### RX2e

#### Classifica piloti
| Pos. | Pilota               | SVE | NOR | LET | BEN | CAT | Pen. | Punti |
| ---- | -------------------- | --- | --- | --- | --- | --- | ---- | ----- |
| 1    | Viktor Vranckx       | 1   | 1   | 3   | 2   | 2   | -2   | 83    |
| 2    | Isak Sjökvist        | 3   | 3   | 2   | 5   | 1   |      | 73    |
| 3    | Nils Andersson       | 2   | 2   | 6   | 6   | 3   |      | 65    |
| 4    | Patrick O'Donovan    | 9   | 6   | 1   | 1   | 7   | -6   | 60    |
| 5    | Raul Ferre           | 4   | 4   | 5   | 4   | 5   |      | 58    |
| 6    | Pablo Suárez         | 5   | 5   | 7   | 3   | 4   |      | 56    |
| 7    | Filip Thorén         | 6   |     | 8   | 7   |     |      | 27    |
| 8    | Laia Sanz            | 7   | 8   |     |     | 8   |      | 25    |
| 9    | Roberts Vitols       |     |     | 4   |     |     |      | 12    |
| 10   | Mark Flaherty        | 10  | 10  |     |     |     | -1   | 11    |
| 11   | Pepe Arque           |     |     |     |     | 6   |      | 10    |
| 12   | Lance Woolridge      |     | 7   |     |     |     |      | 9     |
| 13   | Catie Munnings       | 8   |     |     |     |     |      | 8     |
| 14   | Aksel Lund Svindal   |     | 9   |     |     |     |      | 7     |
| 15   | Carlos Checa Carrera |     |     |     |     | 9   |      | 7     |
| 16   | Nick Heidfeld        |     |     |     |     | 10  |      | 6     |
| Pos. | Pilota               | SVE | NOR | LET | BEN | CAT | Pen. | Punti |

| Colore  | Risultato                |
| ------- | ------------------------ |
| Oro     | Vincitore                |
| Argento | 2º posto                 |
| Bronzo  | 3º posto                 |
| Verde   | Finito a punti           |
| Blu     | Finito senza punti       |
| Blu     | Non classificato (NC)    |
| Viola   | Ritirato (Rit)           |
| Nero    | Squalificato (SQ)        |
| Nero    | Escluso (ES)             |
| Bianco  | Non ha gareggiato        |
| Bianco  | Iscrizione ritirata (WD) |
| Bianco  | Non partito (NP)         |
| Bianco  | Gara cancellata (C)      |

Penalità:
- Patrick O'Donovan: Nel rallycross di Svezia è stato penalizzato di 1 punto nella classifica generale di campionato in quanto nella propria semifinale non aveva effettuato il Joker Lap obbligatorio[39]. Nel rallycross di Norvegia invece gli vennero dedotti ulteriori 5 punti in quanto destinatario di due richiami ufficiali (reprimend) consecutivi da parte dei commissari[40].
- Mark Flaherty: Nel rallycross di Svezia è stato penalizzato di 1 punto nella classifica generale di campionato in quanto nella propria semifinale non aveva effettuato il Joker Lap obbligatorio[39].
- Viktor Vranckx: Nel rallycross di Norvegia è stato penalizzato di 2 punti nella classifica generale di campionato in quanto immediatamente dopo il termine della finale, durante i festeggiamenti per la vittoria, alcuni membri del suo team hanno versato su di lui il contenuto di alcune bottiglie d'acqua, infrangendo in tal modo il regolamento[41].